# Ekdyzon
Ekdyzon (ekdyson, ekdysteroi, hormon linienia) – organiczny związek chemiczny z grupy steroidów, hormon steroidowy, produkowany przez larwy i poczwarki stawonogów (zooekdyson) oraz syntetyzowany przez wiele roślin (fitoekdyson).

## Zooekdyson
Zooekdyson jest wydzielany przez gruczoły protorakalne (przedtułowiowe) owadów, narząd Y skorupiaków lub rzadziej przez jajniki. Gruczoły protorakalne wydzielają α-ekdyzon, który w wyniku przemian w ciele tłuszczowym zostaje przetworzony w β-ekdyzon, powodujący wydzielanie płynu linienia przez komórki naskórka.
Został odkryty w 1954 r. przez Adolfa Butenandta jako pierwszy hormon owadzi, odpowiadający u motyli za przemianę gąsienic w formę dorosłą.

## Fitoekdyson
Rośliny wytwarzają ekdysony w obronie przed atakami szkodników. Fitoekdysony mają zdolność zmieniania metabolizmu, wzrostu i rozwoju owadów. Wykazują większą aktywność biologiczną niż zooekdysony. Są od nich bardziej trwałe.